# Josef Bartoš (1902–1966)
Josef Bartoš (10. února 1902 Nová Paka – 14. srpna 1966 Nový Bydžov) byl český hudební pedagog, skladatel a sbormistr.

## Život
Studoval na reálném gymnáziu ve Dvoře Králové. Na Pražské konzervatoři studoval skladbu pod vedením Karla Boleslava Jiráka a klavír u Romana Veselého. Svá studia dokončil mistrovským kurzem u Vítězslava Nováka a v Paříži na Schole cantorum u Vincenta d'Indy.
Po návratu do Čech se stal sbormistrem a korepetitorem opery v Olomouci. V letech 1926 a 1927 působil jako dirigent Východočeského divadla v Pardubicích. Na čas se vrátil do Paříže jako člen Slovanského kvarteta. Byl sbormistrem zpěváckého spolku Lubor-Ludiše v Novém Bydžově, ředitelem hudební školy Slezské matice v Českém Těšíně a vyučoval v Těšíně i zpěv na gymnáziu a rodinné škole a organizoval zde hudební život. Konečně v roce 1939 se stal profesorem Pražské konzervatoře. Za války učil dva roky hudební teorii na hudební škole v Plzni.

## Dílo

### Opera
- Rebelové (1953-1955, neprovedena)[1]

### Kantáty
- Balada junácká (1935)
- Kantáta o naději a víře (Missa brevis – 1938)
- Neznámý vojín (1940)
- Kátinka (1942)
- Píseň domoviny (1951)

### Orchestrální skladby
- Pastorální suita (1927)
- Suita op. 31 (1952)
- Suita ve starém slohu (1957)
- Concertino pro akordeón, smyčce, kotle a harfu (1958)

### Komorní skladby
- Čtyři dueta po 2 housle (1924)
- Sonatina pro housle a klavír (1928)
- Klavírní trio (1932)
- Sonatina pro 2 housle (1941)
- Sonatina pro violoncello a klavír (1955)
- Studentská serenáda (dechový kvintet – 1950)
- Pod Zvíčinou (dechový kvintet – 1952)
- V Podkrkonoší (dechový kvintet – 1954)

Dále řada skladeb pro klavír, písně a sbory. Oblíbené byl zejména úpravy lidových koled z Podkrkonoší.

### Pedagogická literatura
- Hudební nástroje (1952)
- Přehled nauky o harmonii (1953)
- Přehled nauky o kontrapunktu (1954)
- Přehled nauky o hudebních formách (1956)

V rukopise zůstal katalog bohemik v archivech Velké opery v Paříži a v pařížské konzervatoři.